# 雪嶺滑雪橇
雪嶺滑雪橇（英文：Wandering Oaken's Sliding Sleighs）是香港迪士尼樂園魔雪奇緣世界內的遊樂設施。雪嶺滑雪橇於2019年的D23 Expo 亮相，並在期後的新聞稿中確認其中文名稱。此遊樂設施是香港迪士尼樂園第三座過山車，亦是該樂園的獨有設施。